# Madaras (Magyarország)
Madaras (horvátul: Modaroš, Madaroš) község Bács-Kiskun vármegye Bácsalmási járásában, a szerb–magyar határ közelében.

## Fekvése
Bácsalmástól délre, a szerb határ mellett fekszik a Bácsságban. Határában folyik a Kígyós-főcsatorna, melynek egyik oldalágán létesítették a Priszpa-tavat, utóbbi népszerű horgászhely.

### Megközelítése
A település csak közúton közelíthető meg, Bácsalmás vagy Katymár érintésével, az 5508-as úton. Az 55-ös főútról vagy Csávolynál letérve érhető el, Bácsbokod–Bácsborsód–Katymár községeken át, az 5505-ös, majd az 5508-as úton, vagy pedig Tataháza felől, Bácsalmáson keresztül az 5503-as, az 5501-es, végül ugyancsak az 5508-as úton.
Az áthaladó egykori 169-es számú Kiskunhalas–Bácsalmás–Regőce-vasútvonalat 1960-ban megszüntették, és a pályát egészen Bácsalmástól kezdve felszedték. A régi vasútállomás épülete a Pályaudvar utcában áll, a Szent István utca sarkán álló egykori malom épülete közelében.

## Története
A község gazdag történeti múlttal rendelkezik. A Telecskai-dombok hátságán közel húsz évezredes őskőkori település nyomára bukkantak. Kőhegyi Mihály régész több éves, kitartó munkával kutatta és tárta fel Közép-Európa legnevezetesebb szarmata telepét és temetőjét a madarasi határban. A halmok késő szarmata és hun kori temetkezési helyeket rejtettek, de az ásatások során Árpád-kori sírokat és templomalapot is feltártak.
Az első írott emlék Madarasról 1377-ben kelt, amikor a környéket bíró kunok nemzetségfőjének, Köncsög ispánnak a fiai elzálogosították, de hamarosan vissza is váltották. Madaras ekkor mezővárosi státuszban volt. 1403-ban Zsigmond király Kállai Miklósnak adományozta, utána rövid ideig Ozorai Pipó tulajdona volt. 1439-ben Albert király Hunyadi Jánosnak zálogosította el. Mátyás király Pongrác Jánosnak adományozta, akinek halála után ismét Mátyásé lett. II. Ulászló Corvin Jánosnak, 1504-ben Corvin János enyingi Török Imrének adományozta. Az 1514-es parasztháború idején egy ideig a Bornemisza János által vezetett királyi had itt táborozott. A török hódoltság idején, 1580–1582-ben is említették a települést, amelynek lakói ekkor már rácoknak nevezett délszlávok voltak. 1598-ban 14 környékbeli település rác lakossága költözött Esztergom vidékére. Az erről szóló egyezséget a madarasiak nevében egy György nevű személy írta alá.
A 17. század első évtizedeiben a törökök palánkvárat építettek itt, lakóinak, katonáinak és a dzsámi szolgálóinak számát több zsoldjegyzék is tartalmazza. A törökök kiűzése idején a falu elnéptelenedett és mintegy száz évig nem is települt újjá. A lakatlan pusztát 1712-ben Osztroziczky János és fia, Imre kapták meg a nádortól adományul, akik Latinovits Péter Bács vármegyei alispánnak elzálogosították, majd eladták. 1751-ben örökösen borsódi Latinovits Péter és felesége, valamint utódai birtokába került, akik Almás községnek adták bérbe. 1786-ban döntöttek az örökösök a birtok benépesítéséről és az atyai végrendelet szerinti közös kezeléséről. A testvérek 1787. június 11-én Szalag István ügynököt bízták meg a telepítés lebonyolításával, aki kötelezte magát, hogy Madaras prédiumba az év végéig megfelelő számú telepest szerez és kiosztja a telkeket. A kiosztás Quits Antal földmérő utasítása alapján történt. A telepítés lázas ütemben folyt, 1787 júliusában az okmányok már „újonnan benépesített falunak” nevezik Madarast, pecsétjén is ez az évszám szerepel. Még ebben az évben olyan lelkipásztort kértek, aki magyarul, németül és tótul is tudott prédikálni, és a szentgyónást meghallgatni. A hatóságok intézkedésére 1789-ben felállították a római katolikus lelkészséget magyar plébánossal, és egy tanteremmel iskolát nyitottak.
A korabeli egyházi anyakönyvek szerint a németek mintegy 15%-os arányban éltek a faluban. Ennek ellentmond egy 1792-ben, a kalocsai káptalanhoz írott levél, amely szerint a lakosság közül 1308 (60,3%) a németek, 228 (10,5%) a tótok száma, akik nem tudtak magyarul. A megtelepedés után négy évvel a tótok és a németek nagyobb része elköltözött, az itt maradottak pedig elmagyarosodtak. A templomot 1799-ben építették, 1903-ban bővítették.
1892-ben hat tantermes iskolát, 1895-ben közadakozásból községházát építettek. Az 1860-as években kaptak céhszabadalmat az iparosok. Az 1900-as népszámlálás szerint 1134 házban 5658-an laktak. Anyanyelv szerint 5148 magyar, 500 német, 6 szerb, 4 tót. A római katolikusok mellett 4 ortodox, 2 evangélikus, 16 református és 74 izraelita élt a községben. Ekkoriban már postahivatal, pénzintézet, gőzmalom működött, a lakosság három temetkezési egyletet, egy munkásegyletet és egy római katolikus olvasókört tartott fenn. 1901-ben tejszövetkezetet alakítottak. Széles utcáin több szép épület volt, köztük az uradalmi lak díszkerttel. 1919–1921 között Madaras is szerb katonai megszállás alatt volt. A trianoni új országhatár megcsonkította a község határát. 570 birtokosnak 1200 hold földje került az elszakított területekre, amelyeket szerb engedéllyel művelhettek az 1940-es évek végéig. 1944. augusztus 1-jén kitört a varsói felkelés, és ennek minél több utánpótlást próbáltak eljuttatni a nyugati szövetségesek, elsősorban lengyel személyzetű szállító-repülőgépek révén. 1944. szeptember 13-án este 21:15 körül egy ilyen brit B-24 Liberátor szállítógépet lőtt le egy Újvidékre telepített német éjszakai vadászszázad német századosa. A repülőgép már a levegőben felrobbant, 2-3 kilométeren szóródott szét a madarasi határban. A hétfős lengyel személyzet tetemeit a helyszínen elhantolták, majd 1946-ban exhumálták, és a solymári brit központi katonai temetőben temették el őket. A Madarason 1944. szeptember 13-án lezuhant brit B-24-es Liberator hétfős lengyel személyzetének  2007. szeptember 15-én a főtéren kopjafa-emléktáblát állítottak.
Az 1920-as évek végén 156 családnak juttattak házhelyet, akik az Újfalunak elnevezett területen építkeztek. Egy községi és egy magánorvos, három szülésznő, egy állatorvos, egészségház, zöldkereszt, önkéntes tűzoltó testület, csendőrség, leventeegyesület és labdarúgó-szakosztály működött a faluban ebben az időben. A különféle társadalmi egyesületek évenként öt-hat műkedvelő előadást rendeztek. Az 1935-ös összeírás szerint a lakóházak száma 1622, az összes gazdaság száma 1859, amelyből 4 nagybirtok, 871 egy katasztrális holdnál kisebb. A szántóterületeken gabona- és takarmánynövényeket termeltek, de szőlőtermesztéssel, borászattal is foglalkoztak. Fellendült a sertéstenyésztés és a szarvasmarhatartás. 1937-ben bővítették és freskókkal díszítették a templomot. A magyarnak minősített községet nem érintették a ki- és betelepítések.

## Közélete

### Polgármesterei
- 1990–1994: Szente Károly (független)[5]
- 1994–1998: Szente Károly (KDNP)[6]
- 1998–2000: Szente Károly (KDNP-Fidesz-FKgP)[7]
- 2000–2002: Szente Károly (független)[8][9]
- 2002–2006: Szente Károly (független)[10]
- 2006–2010: Szente Károly (független)[11]
- 2010–2014: Juhász István (Fidesz-KDNP)[12]
- 2014–2019: Juhász István (Fidesz)[13]
- 2019–2024: Balla Csaba (független)[14]
- 2024– : Franciskovics Tibor (független)[1]

A településen 2000. november 26-án időközi polgármester-választást (és képviselő-testületi választást) tartottak, az előző képviselő-testület önfeloszlatása miatt. A választáson a korábbi polgármester is elindult, és megerősítette pozícióját.

## Népesség
A település népességének változása:
| Lakosok száma | 2903 | 2904 | 2642 | 2587 | 2532 | 2521 | 2468 |
|               | 2013 | 2014 | 2018 | 2021 | 2022 | 2023 | 2024 |

A 2011-es népszámlálás során a lakosok 85,1%-a magyarnak, 0,2% bolgárnak, 1,5% cigánynak, 0,3% horvátnak, 0,7% németnek, 0,3% szerbnek mondta magát (14,7% nem nyilatkozott; a kettős identitások miatt a végösszeg nagyobb lehet 100%-nál). A vallási megoszlás a következő volt: római katolikus 60,9%, református 4,3%, evangélikus 0,2%, görögkatolikus 0,2%, izraelita 0,1%, felekezeten kívüli 8,3% (25,4% nem nyilatkozott).
2022-ben a lakosság 87,6%-a vallotta magát magyarnak, 1,3% cigánynak, 1% németnek, 0,8% szerbnek, 0,2% románnak, 0,2% horvátnak, 0,1% bolgárnak, 2,1% egyéb, nem hazai nemzetiségűnek (12,1% nem nyilatkozott; a kettős identitások miatt a végösszeg nagyobb lehet 100%-nál). Vallásuk szerint 39,2% volt római katolikus, 3,9% református, 0,2% evangélikus, 0,4% görög katolikus, 1,1% egyéb keresztény, 0,7% egyéb katolikus, 13% felekezeten kívüli (41,5% nem válaszolt).

## Gazdaság

### Infrastruktúra
Madarason 1493 darab lakóház, 16 közintézmény és 4 darab gazdálkodó szervezet van. Ezek szennyvíz-hálózatra történő rákötése és egyben a hálózat és a katymári szennyvíztisztító telep kiépítése a 2014-2020 közti uniós költségvetési időszakban fog megvalósulni.

## Nevezetességei
Természeti értékei a löszpusztagyepek, valamint a Priszpa-horgásztó védett és védendő élővilága. Madaras löszpusztagyepei a szigorú katonai ellenőrzés és felügyelet alatt álló határövezetben, a községi legelő és a Flóra-puszta területén alakultak ki az elmúlt évtizedek alatt. Az érintetlen vidéken megjelent a természetes, löszpusztai vegetáció számos ritka populációja. 1993-ban Horváth Zoltán felmérte a védett növény- és állatfajokat, amelyek életfeltételeinek fenntartása miatt fontos lenne az eredeti észak-bácskai löszpusztagyepekhez nagyon hasonló területeket védetté nyilvánítani. (1995-től a mezei hérics védett növény lett.)
A községtől délre, a szabályozott Kígyós-patak és az országhatár között, a Telecskai-dombok mélyedésében az 1970-es években duzzasztással horgásztavat létesítettek. A Priszpa-víztározó 43 hektáros vízfelületén és környékén olyan növény- és állatfajok is meghonosodtak, amelyek védettségük miatt megkülönböztetett figyelmet érdemelnek. Horgászható halfajták a tóban: ponty, amur, csuka, süllő, harcsa, keszeg, kárász, balin, busa, naphal.
A falu idegenforgalmi látványosságai között említhető római katolikus templom 1799-ben épült, 1903-ban és 1937-ben bővítették oratóriumokkal. A bal oldali mellékoltárt Than Mór Szent Ilona-oltárképe díszíti. A kegyurak, Latinovits Ödön és Lajos sírlapja, valamint Latinovits József sírja is a templomban látható, ez utóbbit 1823-ban Jakob Schroth bécsi szobrász készítette.
A község hagyományos ünnepe a Nagyboldogasszony-napi búcsú, augusztus 15-én. 2008 óta ezen naphoz kötve rendezik a Madarasi Napok eseménysorozatot.
2007 óta megemlékeznek azokról a lengyel katonákról, akik itt haltak hősi halált 1944. szeptember 13-án.

### Természetvédelmi terület
Itt található a Dél-Bácska kiemelt jelentőségű természet megőrzési terület (HUKN20004) Natura 2000 természetvédelmi terület egyik része. Környezetvédelmi jelentőségét magterületként és ökológiai folyosóként tartják számon. A pannon szikes sztyepprét, illetve a síksági pannon löszgyepek védett növényfajai többek közt a kisfészkű aszat (Cirsium brachycephalum), a tarka sáfrány (Crocus reticulatu), a szennyes ínfű (Ajuga laxmann), a tavaszi hérics (Adonis vernalis), az érdes csüdfű (Astralagus asper), a sadler-imola (Centaurea sadleriana), a karcsú orbáncfű (Hypericum elegans), a mocsári kosbor (Orchis laxiflora ssp. palustris), a selymes boglárka (Ranunculus illyricus), a pusztai meténg (Vinca herbacea), a kései pitypang (Taraxacum sertinum). Állatfajait többek közt sisakos sáska (Acrida hungarica), nappali pávaszem (Inachis io), kardoslepke (Iphiclides podalirius), szongáriai cselőpók (Lycosa singorinesis), atalantalepke (Vanessa atalanta), fehér gólya (Ciconia ciconia), tövisszúró gébics (Lanius collurio), szalakóta (Coracias garrulus), bölömbika (Botaurus stellaris), vörös gém (Ardea purpurea) alkotja.  A területet többek között az invazív növényfajok terjedése veszélyezteti. Ilyenek például a selyemkóró (Asclepias syriaca), a bálványfa (Ailanthus altissima) és a keskenylevelű ezüstfa (Aelagnus angustifolia), valamint az egybibés galagonya (Crataegus monogyna).

## Címere
Madaras község álló, összetett címere két mezőre osztott csücsköstalpú pajzs. A pajzs felső, kék színű mezejében balra forduló pózban álló ezüst színű túzok tart a csőrében egy arany színű búzakalászt. A túzok felett arany színű, hétgombos bárói korona található. A túzok csőrében tartott arany búzaszál a falu mezőgazdasági jellegére utal. A címerben szereplő túzok a falu egykori pecsétjéből lett átemelve a ma is használatos települési címerbe. A pajzs felső részén megjelenő korona az egykor a falut is birtokló Madarassy-Beck családra utal.
A pajzs alsó alapja zöld színű, hullámos mező, mely a települést körülölelő lágyan hullámzó Bácskai löszhát jellegzetesen dimbes-dombos tájképére utal.

## Ismert személyek

### Itt születtek
- Bartha Alfonz (1929–2013) Liszt Ferenc-díjas operaénekes
- Borbás Marcsi (1968) televíziós műsorvezető
- Madarassy-Beck Miksa (1839–1924) bankár, közgazdász
- Madarassy-Beck Nándor (1839–1909) bankár, közgazdász

### Díszpolgárok
- Alföldy Béla tisztifőorvos, a környék országgyűlési képviselője az első és második világháború közti időszak jelentős részében.[24]

## Testvértelepülése
- Csíkmadaras, Románia

## Képek

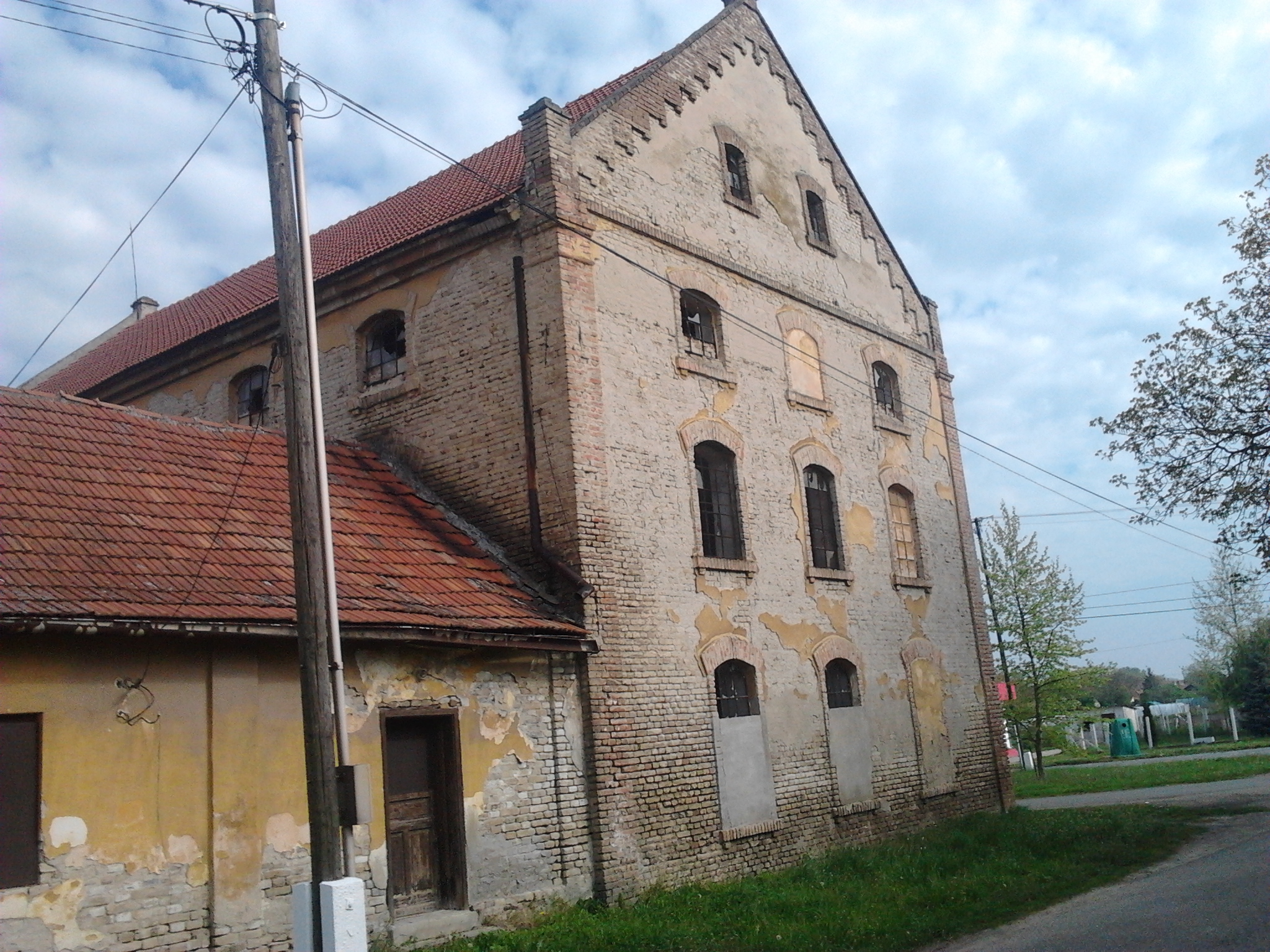
A madarasi gőzmalom homlokzata
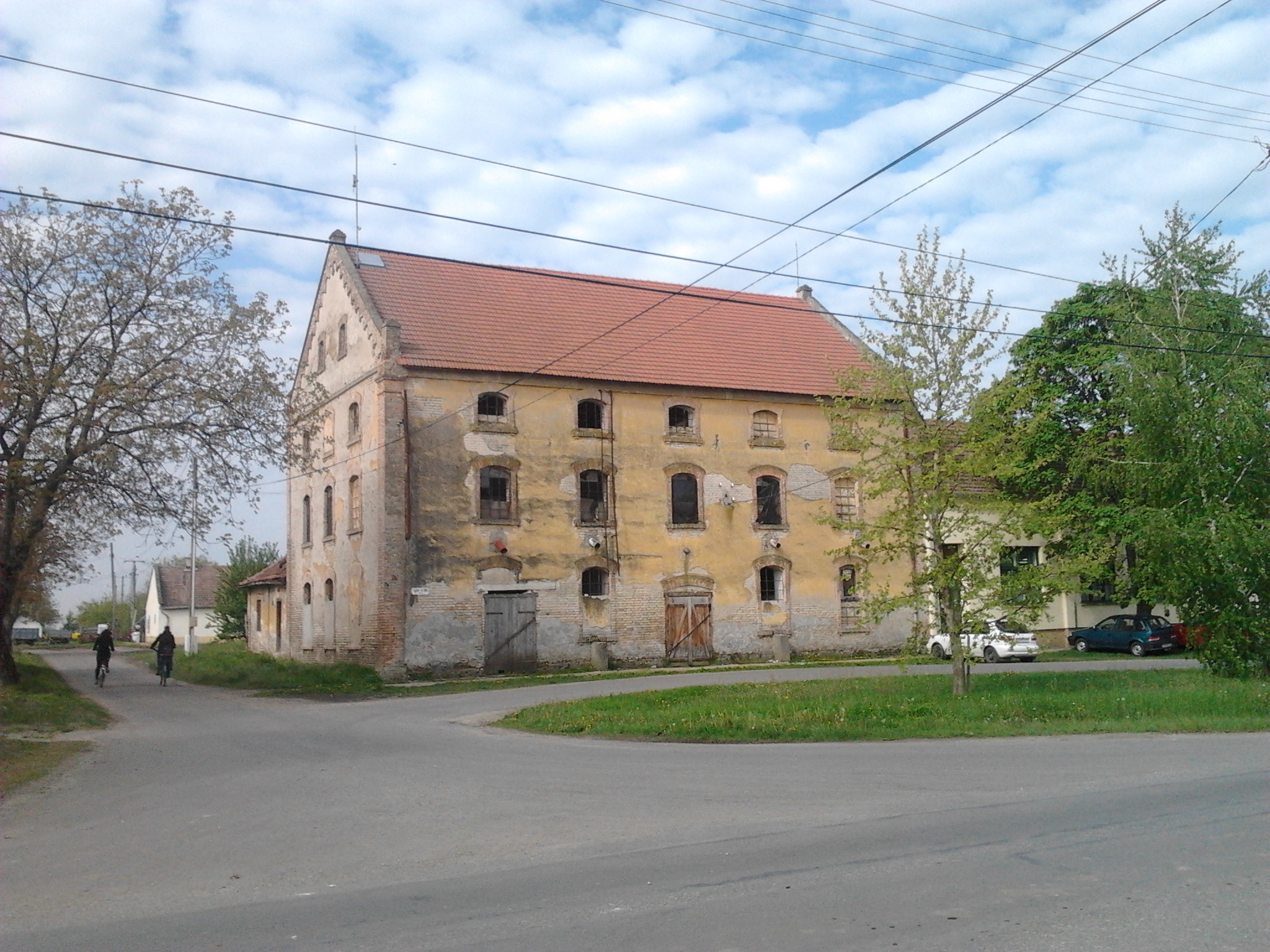
A malom utcafrontja
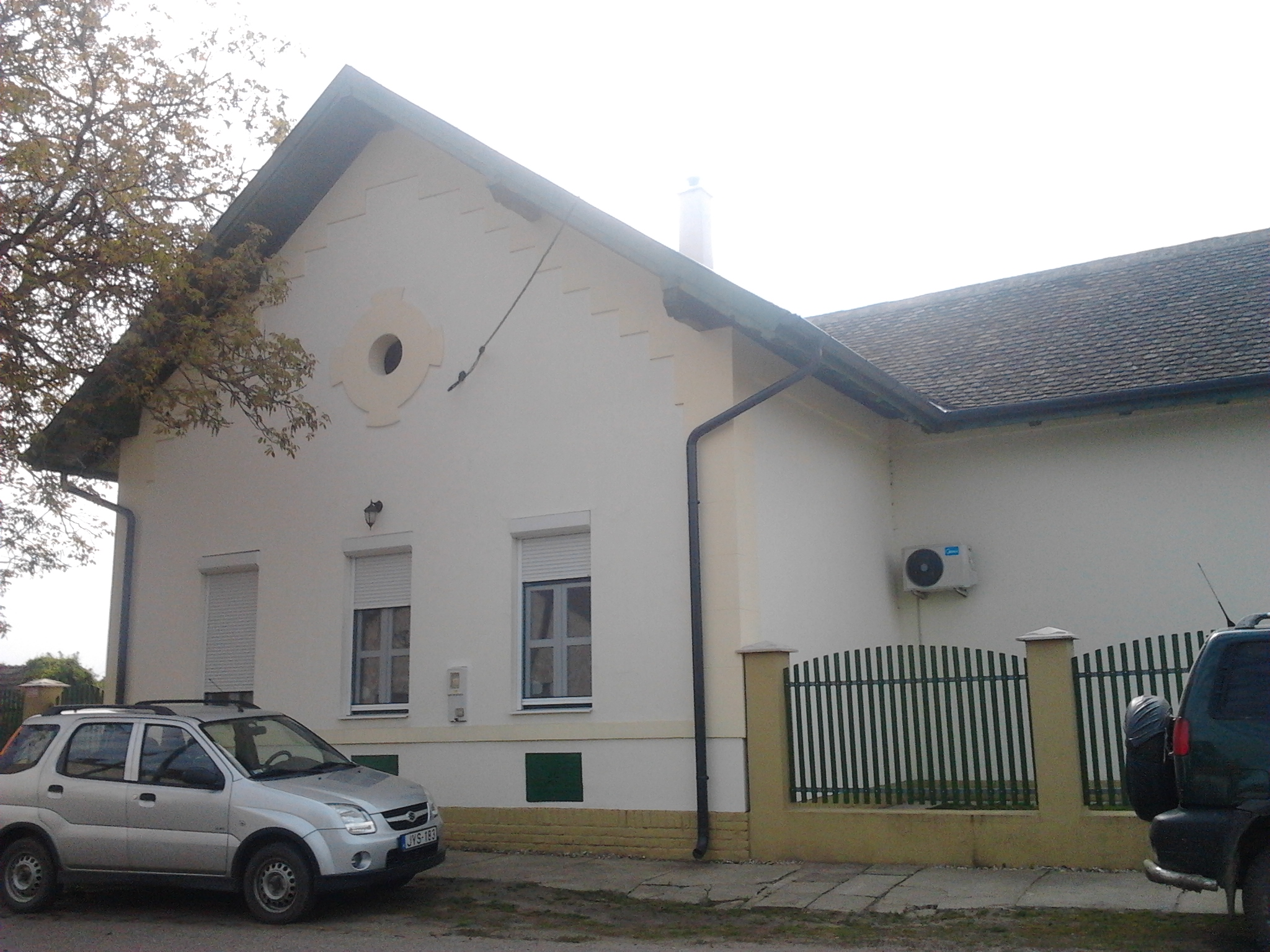
Az egykori vasútállomás épülete
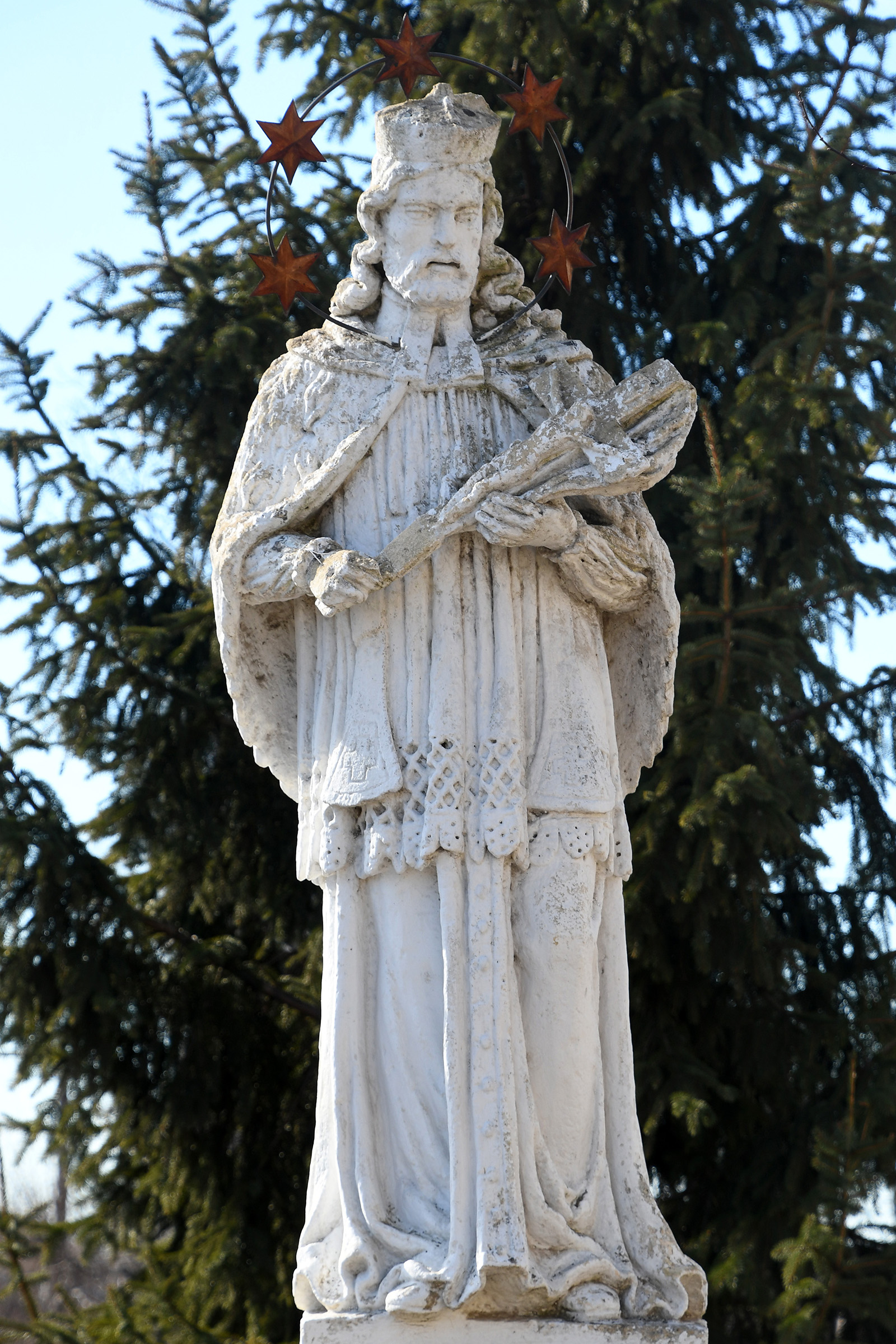
Nepomuki Szent János-szobor a templom délnyugati sarkánál
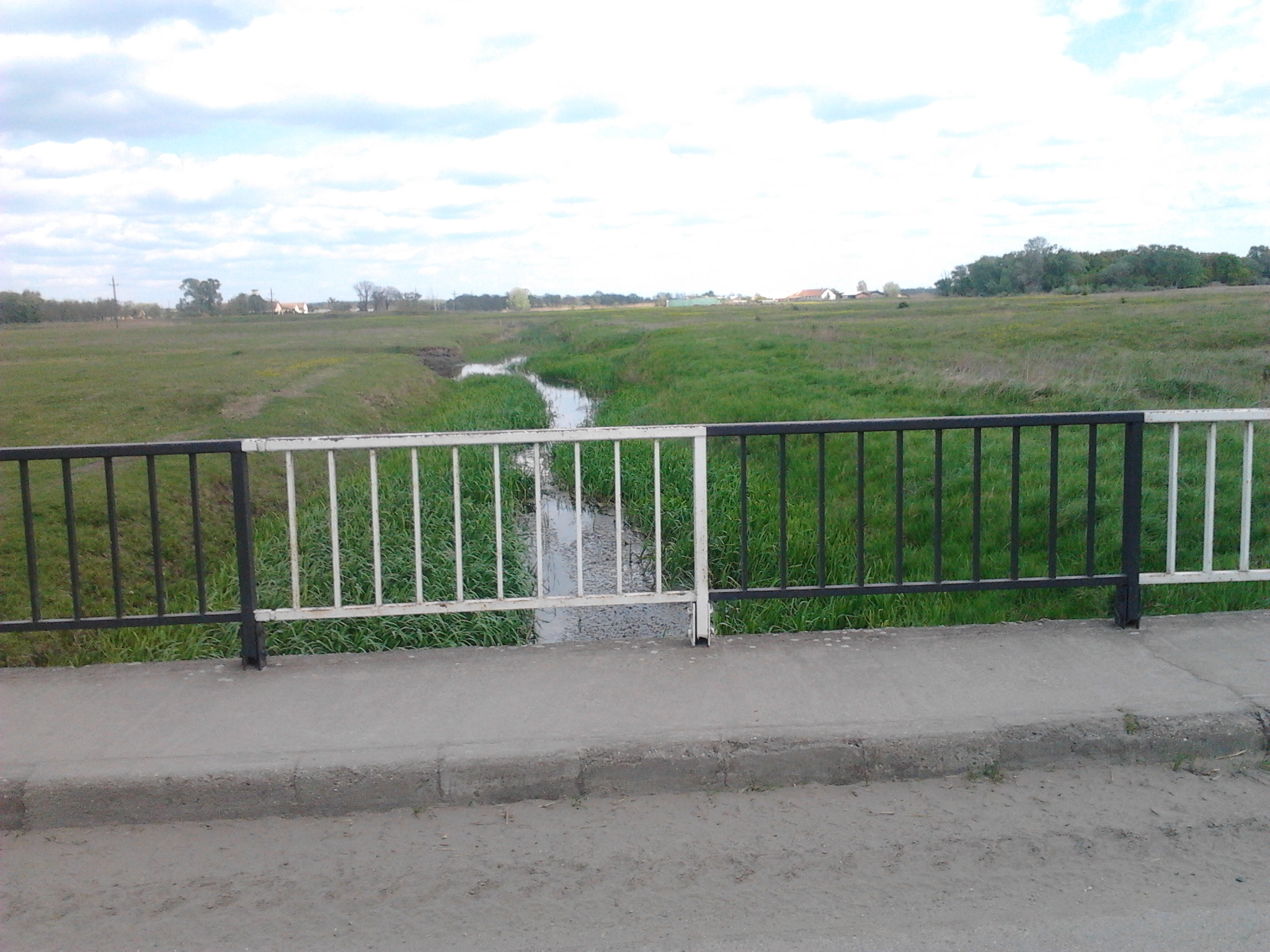
A Kígyós-főcsatorna hídja
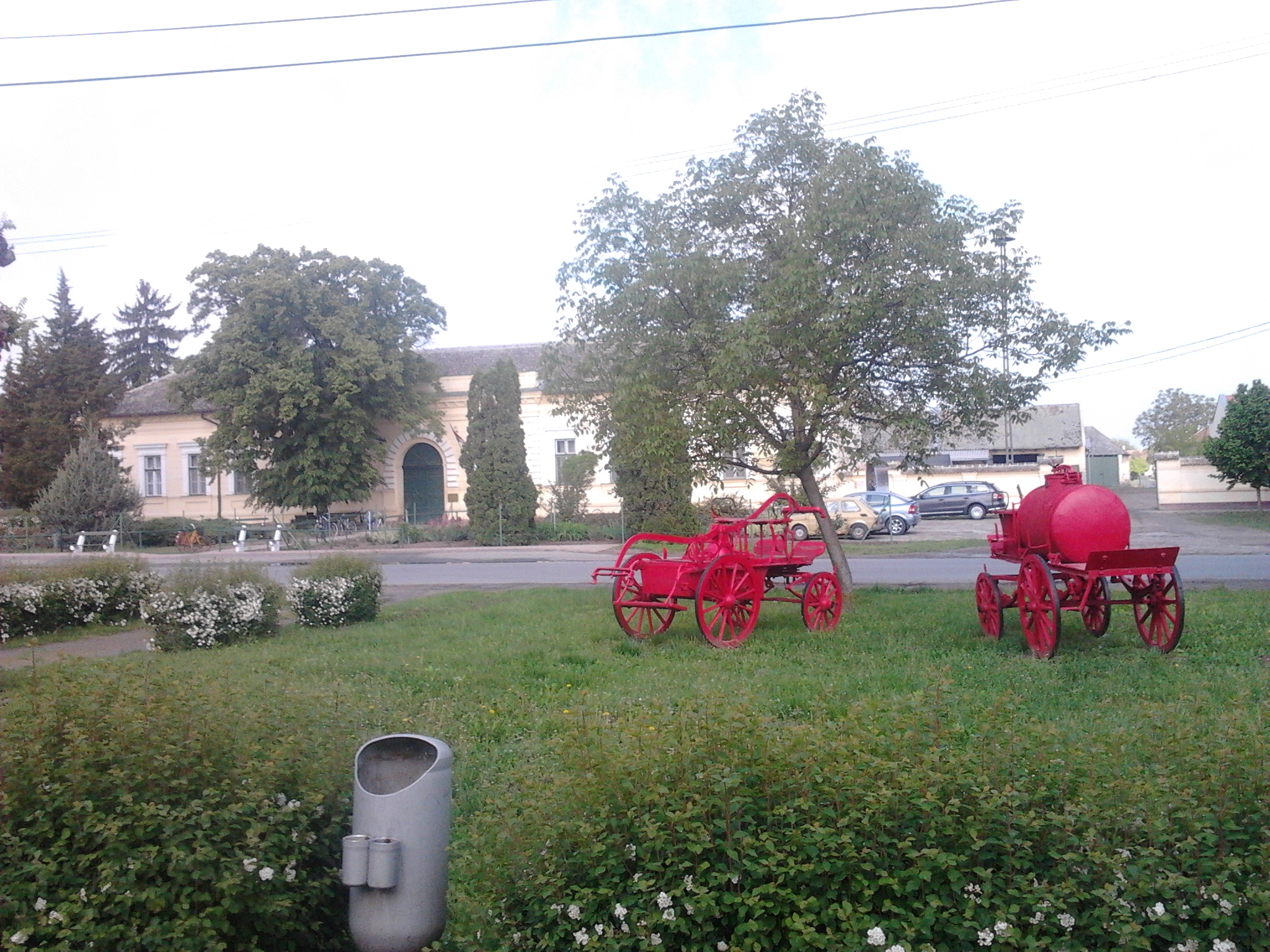
Két kiállított egykori tűzoltókocsi Madarason, a polgármesteri hivatallal szemben